# Agamerion prasinum
Agamerion prasinum är en stekelart som först beskrevs av John Obadiah Westwood 1874.  Agamerion prasinum ingår i släktet Agamerion och familjen puppglanssteklar. Inga underarter finns listade i Catalogue of Life.